# Thespieus haywardi
Thespieus haywardi is een vlinder uit de familie van de dikkopjes (Hesperiidae). De wetenschappelijke naam van de soort is voor het eerst geldig gepubliceerd in 1936 door William Harry Evans.